# 溫度直減率
溫度直減率（Lapse rate of temperature）或稱為環境直減率（Environmental lapse rate，ELR）是直減率（lapse rate）的一種，指的是對流層中溫度隨高度增加而降低的現象，通常乾空氣每上升100公尺減低0.98度，而濕空氣每上升100公尺減低0.65度。平均而言，夏季海拔高度每上升100米气温約降低0.6度，而冬季每上升100米約降低0.36度。